# Cwetana Bożurina
Cwetana Bożurina, po mężu Fillippini, bułg. Цветана Божурина, po mężu Филипини (ur. 13 czerwca 1952 w Perniku) – bułgarska siatkarka, reprezentantka kraju, brązowa medalistka olimpijska (1980), dwukrotna medalistka mistrzostw Europy (1979, 1981).
Podczas igrzysk w Moskwie w lipcu 1980 roku zdobyła brązowy medal olimpijski w turnieju kobiet. Bułgarska reprezentacja zajęła wówczas trzecie miejsce, przegrywając z zespołami ze Związku Radzieckiego i NRD. Bożurina wystąpiła w pięciu meczach – w fazie grupowej przeciwko Rumunii (wygrana 3:1), Brazylii (wygrana 3:0) i Węgrom (przegrana 1:3), w półfinale przeciwko NRD (przegrana 2:3) i w meczu o 3. miejsce przeciwko Węgrom (wygrana 3:2).
Dwukrotnie zdobyła również medale mistrzostw Europy – w 1979 roku we Francji wraz z bułgarską drużyną wywalczyła brąz, a w 1981 roku w Bułgarii złoto.